# 長崎県立長崎南高等学校
長崎県立長崎南高等学校（ながさきけんりつ ながさきみなみこうとうがっこう, 英: Nagasaki Prefectural Nagasaki Minami High School）は、長崎県長崎市上小島に所在する県立高等学校。
略称は南高。長崎港を見下ろす高台に建っている。

## 概要
校訓
「気魄と情熱」
- 理想は高く、気魄と情熱に燃えよ。
- 自主自律、一意学道に精進せよ。
- 健康で明朗、品位ある学徒たれ。
- 親和と友愛に充ち、礼節を重んぜよ。

スローガン
「気魄と情熱 〜歴史刻みし崎陽の丘に今新しき風が吹く〜」
校是
「文武両道」- 学習と部活動の両立
教育方針
1. 真理と正義を求め、一意学問に精進する態度を養う。
2. すぐれた知性と実践力を養い、積極・創造の気概を振起する。
3. 正しい判断力を育て、自主・自律の生活態度を確立する。
4. 部活動を奨励し、明るく、たくましい心身を培う。
5. 豊かな情操と強い連帯感を養い、奉仕する心を育てる。

校章・校旗
鶴の絵の下に「高」の文字。長崎港はその形状から別名「鶴の港」と呼ばれており、その鶴を校旗に用いている。
校歌
作詞は福田清人、作曲は沖不可止による。1961年（昭和36年）11月に完成した。歌詞は3番まであり、各番に校名の「長崎南」が登場する。また各番とも「母校南」で終わる。
学生歌
題名は「力を尽くして」。生徒会が呼びかけ、高校3年生を応援する歌を生徒で作詞、作曲。卒業式などで後輩たちが高校3年生に対して合唱している。作詞は奥和彦（28回生）、作曲は橋本剛（29回生）による。

## 沿革・歴史
- 1960年（昭和35年）11月1日 - 長崎地区県立新設高等学校創立準備委員会が発足。
- 1961年（昭和36年）
  - 3月 - 長崎県立長崎東高等学校・長崎西高等学校と合同で、入試を実施。校舎（第1次段階）が完成。
  - 4月1日 - 「長崎県立長崎南高等学校」が開校（全日制課程・普通科 1学年4学級、新入生合計196名）。
  - 5月2日 - 長崎県立長崎南高等学校PTAが結成。
  - 5月19日 - 開校式を挙行。校旗が完成。
  - 11月1日 - 第1回創立祭。校歌が完成し、発表会を行う。
- 1962年（昭和37年）
  - 3月 - 特別教室棟（3階建て）と体育館が完成。
  - 4月 - 第1学年8学級（前年+4）編制となる。
- 1963年（昭和38年）
  - 2月 - 普通教室棟（18教室分）が完成。
  - 4月 - 第1学年11学級（前年+3）編制となる。
  - 10月 - 運動場観覧席が完成。普通教室棟（6教室分）・図書館・管理棟・音楽室が完成。
  - 11月 - 総合落成式を挙行。
- 1964年（昭和39年）2月 - 同窓会結成式を挙行。第1回生が卒業。
- 1965年（昭和40年）
  - 3月 - 鉄骨2階建（普通教室8教室）が完成。
  - 4月 - 第1学年13学級（前回+2、最高数）編制となる。野母崎分校（全日制2学級）を開校。
  - 昭和41年8月 - プール25m 7コースが完成。[3]
- 1967年（昭和42年）
  - 3月 - 柔剣道場・体操場が完成。[3]
  - 12月26日 - 第2運動場の整地が完了。
- 1968年（昭和43年）12月 - エアライフル射撃場が第2運動場に完成。[4]
- 1969年（昭和44年）
  - 3月 - 第2運動場テニスコート4面が完成。
  - 4月 - 長崎東高等学校から茂木分校（定時制1学年1学級）を移管される。
    - 分校在校生（定時制2～4 [5]）年生は引き続き茂木分校に受け入れた。
- 1971年（昭和46年）
  - 4月 - 茂木分校が全日制課程商業科1学年1学級編制となる。
  - 9月 - 弓道場が完成。
  - 11月 - 創立10周年記念式典
- 1972年（昭和47年）4月 - 野母崎分校が長崎県立野母崎高等学校[6]として分離・独立。
- 1973年（昭和48年）11月 - 屋外クラブ部室が完成。
- 1974年（昭和49年） - 茂木分校の定時制課程を廃止し、商業科2学級編制となる。
- 1975年（昭和50年）4月 - 茂木分校商業科を1学級増設。
- 1977年（昭和52年）4月 - 茂木分校が長崎県立長崎南商業高等学校[7]として分離・独立。
- 1979年（昭和54年）4月 - 第1学年11学級編制となる。
- 1981年（昭和56年）11月 - 創立20周年記念式典を挙行。運動場を全面改修。
- 1982年（昭和57年）3月 - 部室15室が完成。
- 1983年（昭和58年） - クラブハウス（倉庫・シャワー室）、部室12室が完成。
- 1984年（昭和59年） - 特別教室棟（D棟）と新エアライフル射撃場が完成。校樹に「山桜」を指定。
- 1985年（昭和60年）3月 - 職員室を増築。
- 1986年（昭和61年） - 第23回生卒業記念庭園が完成。語らいの広場が完成。
- 1987年（昭和62年）4月 - 女子制服が濃紺色に変更。
- 1988年（昭和63年）3月 - 弓道場が完成。
- 1990年（平成2年）9月 - 新体育館（情熱館）が完成。従来の体育館を気魄館と命名。
- 1991年（平成3年）
  - 2月 - 新プール25ｍ6コースが完成。
  - 10月 - 正門を改修。
  - 11月 - 創立30周年記念式典。
- 1993年（平成5年）
  - 2月 - ブロンズ像（伝説の塔）を建立。
  - 4月 - 第1学年10学級編制となる。
- 1995年（平成7年）
  - 3月 - 第2音楽室・トレーニング室[8]・運動場・中庭テニスコートを改修。全天候型100mコースが完成。
  - 4月 - 全学年10学級編制となる。人文探求コース・理数探究コースを設置。
  - 12月 - 校史資料館（興志館）、ゆとりの館が完成。
- 1997年（平成9年）3月 - 校地緑化を開始。
- 1998年（平成10年）2月 - 南高宣言記念碑を建立。
- 1999年（平成11年）
  - 2月 - 情熱館内に校訓銘板を設置。
  - 4月 - 第1学年9学級編制となる
- 2001年（平成13年）
  - 4月 - 第1学年8学級編制となる。
  - 11月 - 創立40周年記念式典を挙行。
- 2002年（平成14年）3月 - この時の入試を最後に、長崎五校の総合選抜が廃止。[9]
- 2003年（平成15年）
  - 4月 - 全学年8学級編制となる。
- 2004年（平成16年）4月 - 文部科学省よりスーパーイングリッシュランゲージハイスクール研究開発校（SELHi）に指定。[10]
- 2006年（平成18年）4月 - 第1学年7学級編制となる。
- 2009年（平成21年）3月 - 英語コースを廃止。新気魄館（体育館）が完成。[11]
- 2010年（平成22年）
  - 4月 - 3学期制に戻る。早朝補習を廃止。早朝8時からの50分7コマ授業と、自律した生活を送るためのノーチャイム制を開始。
  - 11月30日 - 特別教室棟の耐震改修工事が完了。
- 2011年（平成23年） - 創立50周年を迎え、記念事業が行われる。
  - 8月26日 - 新図書館「学而館」が完成。
  - 9月28日 - 屋外雨天練習場が完成。
  - 10月5日 - グラウンドに夜間照明が完成。
- 2013年（平成25年）4月1日 - 文部科学省よりスーパーサイエンスハイスクール（SSH）に指定される。
- 2014年（平成26年）4月1日 - 管理・普通教室棟が完成。

## 英語教育
沿革の中にもあるように、2004年（平成16年）度から2006年（平成18年）度までの3年間、文部科学省からスーパーイングリッシュランゲージハイスクール研究開発校に指定されていた。これを機に英語コースを設置し、学校設定科目として「Active English I・II」を開講、更には海外語学研修等を行っていた。2008年（平成20年）度に海外語学研修を終了、2009年（平成21年）度で英語コースを廃止したが、英語コースで行ってきた教育を活用するために、2009年（平成21年）度以降、学校設定科目「Active English I・II」を1年生や2年生文系選択者全員対象に開講している。また海外語学研修は、国内型語学研修に切り替え、2年生希望者を対象にAPU（立命館アジア太平洋大学、大分県別府市）で7月下旬の3泊4日の夏季語学研修を行っている。

## 学校行事
体育祭
南高最大のイベントで、赤・青・黄の色に染められたA・B・C3つのブロックで競う。3年生が中心になって企画運営する。9月に行われる。
文化祭
近年では水泳部と有志によるウォーターボーイズが披露され、地元のメディアなどに取り上げられるなど注目を集めている。体育祭の翌週に行われる。
強歩行大会
11月に開催され、約20kmを走破する。走り終わった後は、PTAよりうどんがふるまわれる。
修学旅行
高2の冬に行われる。

## 部活動
1970年代はラグビーで著名であり、第60回全国高等学校ラグビーフットボール大会に出場したことがある。また、陸上競技の強豪校として知られている。
体育部
- ラグビー部
- 射撃部
- サッカー部
- バドミントン部
- 剣道部

- ソフトテニス部
- バスケットボール部
- バレーボール部
- 陸上競技部

- 弓道部
- テニス部
- ハンドボール部
- 水泳部
- 野球部

文化
- 吹奏楽部
- 英語部
- 科学部
- 美術部
- 家庭部
- 茶道部

- 華道部
- 文芸部
- 放送部
- 新聞部

## 著名な出身者
- 赤岩芳彦 （工学者、九州大学名誉教授、電子情報通信学会副会長）
- 今村雅樹（建築家、日本大学教授）
- 内田春菊（漫画家）※中退
- 大村咲子（アナウンサー）
- 勝部太（音楽家）
- 岸川真（フリー編集者）
- 酒井信 (批評家)
- 三遊亭金翔（噺家）
- 城谷厚司（演出家、プロデューサー）
- 早田紀子（長崎放送アナウンサー）
- 田上富久（前長崎市長）
- 高村昇（医学者、長崎大学教授）
- 立石凉子（女優）
- 浜口秀樹（バスケットボール選手）
- 東良信（内閣府審議官）
- 平田研（国土交通省不動産・建設経済局長、国土交通省大臣官房総括審議官、長崎県副知事）[12]
- 福島伸一（パナソニック副社長、関西国際空港社長）
- 松本哲哉（国際医療福祉大学大学院医学研究科・教授）
- 未須本有生（小説家、推理作家、工業デザイナー）
- 溝田泰夫（茨城銀行頭取、筑波銀行会長）
- 宮本英治（プロ野球トレーニングコーチ）
- 向井幹博（柔道家）
- 森真奈美（テレビ長崎アナウンサー）
- 山下和仁（ギタリスト）

在学中（16歳・1年生）の1977年（昭和52年）10月21日に、第19回パリ国際ギターコンクールで優勝する（コンクール史上初の最年少での優勝）。同年9月スペインのサンチャゴで開催された第20回ラミレス・国際ギターコンクールをはじめ、同月にはイタリアで開かれた第10回アレッサンドリア国際ギターコンクールでも1位に入賞し、世界5大コンクール三冠王の金字塔を打ち立てた。
- 吉田修一（小説家、2002年芥川龍之介賞）
- 黒田悠斗（AV男優）

## アクセス
最寄りのバス停
- 長崎バス
  - 「南高裏門前」バス停より徒歩約1分。
  - 「南高前」バス停があり、朝、長崎駅方面からスクールバスが運行されている。
  - 2013年（平成25年）4月より、東長崎方面から路線バスが運行されている。

最寄りの道路
- 国道324号
- 長崎県道237号小ヶ倉田上線
- 長崎自動車道・ながさき出島道路長崎ICより車で約5分。

## 周辺
- 長崎市立小島中学校
- 長崎市立大浦中学校
- 国立病院機構長崎病院
- 長崎県立長崎特別支援学校
- 長崎警察署田上交番
- 南が丘簡易郵便局

## 参考資料
- 「長崎県立長崎南高等学校創立30周年記念誌 長崎南大樹たれ」（1992年（平成4年）2月, 長崎県立長崎南高等学校）
- 「長崎県立長崎南高等学校創立40周年記念誌 新時代碧く輝けみなみ道」（2001年（平成13年）10月, 長崎県立長崎南高等学校）
- 「気魄と情熱 長崎県立長崎南高等学校創立50周年記念誌」（2011年（平成23年）10月, 長崎県立長崎南高等学校）